# Jinsei Sugoroku Dabe
Jinsei Sugoroku Dabe (El juego de azar de la vida) es el nombre del tercer y último álbum indie de la banda japonesa Ikimono Gakari, lanzada por el sello indie Cubit Club el 25 de mayo de 2005.

## Canciones
01. Koisuru Otome (コイスルオトメ) "Una chica enamorada"
02. Chikoku Shichau yo (ちこくしちゃうよ) "Llegó tarde"
03. Kuchizuke (くちづけ) "Beso"
04. Tsuki to Atashi to Reizouko (月とあたしと冷蔵庫) "La luna, yo y un frigorífico"

## Observaciones
Koisuru Otome fue arreglado para ser el tercer single de su primer álbum major, Sakura Saku Machi Monogatari.
Chikoku Shichau Yo y Tsuki to Atashi to Reizouko fueron arreglados para pertenecer a su segundo álbum Life Album. 
Kuchizuke fue arreglado para pertenecer a su tercer álbum My Song Your Song.